# Melanoptilon collinsi
Melanoptilon collinsi är en fjärilsart som beskrevs av Fletcher 1952. Melanoptilon collinsi ingår i släktet Melanoptilon och familjen mätare. Inga underarter finns listade i Catalogue of Life.